# Oleg Baklánov
Oleg Dmitriévich Baklánov (en ruso: Оле́г Дми́триевич Бакла́нов; Járkov, 17 de marzo de 1932-Moscú, 28 de julio de 2021) fue un político soviético y alto funcionario en el gobierno y la industria. Fue un científico y empresario. Como ministro de Ingeniería General, fue responsable de la industria espacial soviética durante la década de 1980.

## Biografía
Baklánov fue miembro del Comité Central del Partido Comunista de la Unión Soviética, PCUS, (1988-1991), responsable de cuestiones de defensa y uno de los miembros del Comité Estatal para el Estado de Emergencia (GKChP, por sus siglas en ruso) durante el intento de golpe de Estado soviético de 1991, contra el presidente Mijaíl Gorbachov. Trabajó en una fábrica de ingeniería de instrumentos en Járkov, Ucrania, y luego se convirtió en jefe de la fábrica. Fue nombrado ministro de Ingeniería General de la URSS en 1983 y diputado del Soviet Supremo (1981-1991). Fue arrestado después del intento de golpe de Estado de 1991. Puesto en libertad bajo fianza en enero de 1993. Fue amnistiado por la Duma Estatal en 1994. Baklánov era el presidente de la junta de gobernadores de la empresa Rosobshemash.
Murió el 28 de julio de 2021 a los 89 años de edad, siendo el último miembro que quedaba con vida del Comité Estatal para el Estado de Emergencia.

## Reconocimientos
- Héroe del Trabajo Socialista (1976)
- Orden de Lenin (1976)
- Orden de la Revolución de Octubre
- Orden de la Bandera Roja del Trabajo